# Данилівград
[[Категорія:1869 рік     ]]

Данилівград ( чорн. Даниловград) — місто у Чорногорії в центрі країни. Населення — 5208 жителів ( 2003 ). Є адміністративним центром однойменного муніципалітету.

## Населення
Данилівград є центром однойменного муніципалітету, який знаходиться на площі 501 км 2  і в 2003 налічував 16 523 мешканців  . У місті 2003 року проживало 5208 осіб.
Населення міста:
- 3 березня 1981 - 3664
- 3 березня 1991 - 4409
- 1 листопада 2003 - 5208

Національний склад:
- 3 березня 1991 - чорногорці (89,88%), серби (5,90%)
- 1 листопада 2003 - чорногорці (67,84%), серби (25,51%)

## Відомі уродженці
- Васос Мавровуніотіс(1790-1847) - герой Визвольної війни Греції 1821-1829 років
- Борислав Йованович (нар. 1941) - письменник, поет, публіцист, літературний критик
- Петар Шкулетич (нар. 1990) - футболіст, вихованець белградського "Партизана". У 2015 році перейшов до московського «Локомотива».